# Правило Вант-Гоффа
Правило Вант-Гоффа — эмпирическое правило, позволяющее в первом приближении оценить влияние температуры на скорость химической реакции в небольшом температурном интервале (обычно от 0 °C до 100 °C). Якоб Хендрик Вант-Гофф на основании множества экспериментов сформулировал следующее правило:
| При повышении температуры на каждые 10 градусов константа скорости гомогенной элементарной реакции увеличивается в два—четыре раза. |

Уравнение, которое описывает это правило, следующее:
{\displaystyle V_{2}=V_{1}\cdot \gamma ^{\frac {T_{2}-T_{1}}{10}},}
где {\displaystyle V_{2}} — скорость реакции при температуре {\displaystyle T_{2}}, {\displaystyle V_{1}} — скорость реакции при температуре {\displaystyle T_{1}}, {\displaystyle \gamma } — температурный коэффициент реакции (если он равен 2, например, то скорость реакции будет увеличиваться в 2 раза при повышении температуры на 10 градусов).
Следует помнить, что правило Вант-Гоффа имеет приближенный характер и применимо только для реакций с энергией активации 60—120 кДж/моль в температурном диапазоне 10—400 °C. Правилу Вант-Гоффа также не подчиняются реакции, в которых принимают участие громоздкие молекулы, например, белки в биологических системах.
Температурную зависимость скорости реакции более корректно описывает уравнение Аррениуса.
Из уравнения Вант-Гоффа температурный коэффициент вычисляется по формуле
{\displaystyle \gamma =(V_{2}/V_{1})^{10/(T_{2}-T_{1})}.}